# Crociale
Crociale es una curazia situada en el castello (municipio) de Fiorentino (San Marino).